# Chiesa-oratorio della Madonna del Carmelo
La chiesa-oratorio della Madonna del Carmelo è un edificio religioso cinquecentesco che si trova sulla strada cantonale a Villa di Coldrerio.

## Storia
La struttura originaria fu modificata nel 1621, quando fu costruita la cappella dell'Assunta, poi fra il 1667 e il 1669, quando fu aggiunto il campanile, e infine nel 1768, quando fu realizzato il coro. L'anno successivo, infine, Antonio Monzini realizzò l'altare in marmo policromo, successivamente modificato e decorato. Nel XX secolo fu restaurata tre volte: un primo intervento fra il 1942 e il 1954, un secondo nel 1968 e l'ultimo fra il 1982 e il 1983.

## Descrizione

### Esterno
Sulla facciata, dotata di copertura a capanna, spicca un affresco tardocinquecentesco, realizzato forse da Giovanni Battista Tarilli, che rappresenta l'Assunta. Il campanile è barocco.

### Interno

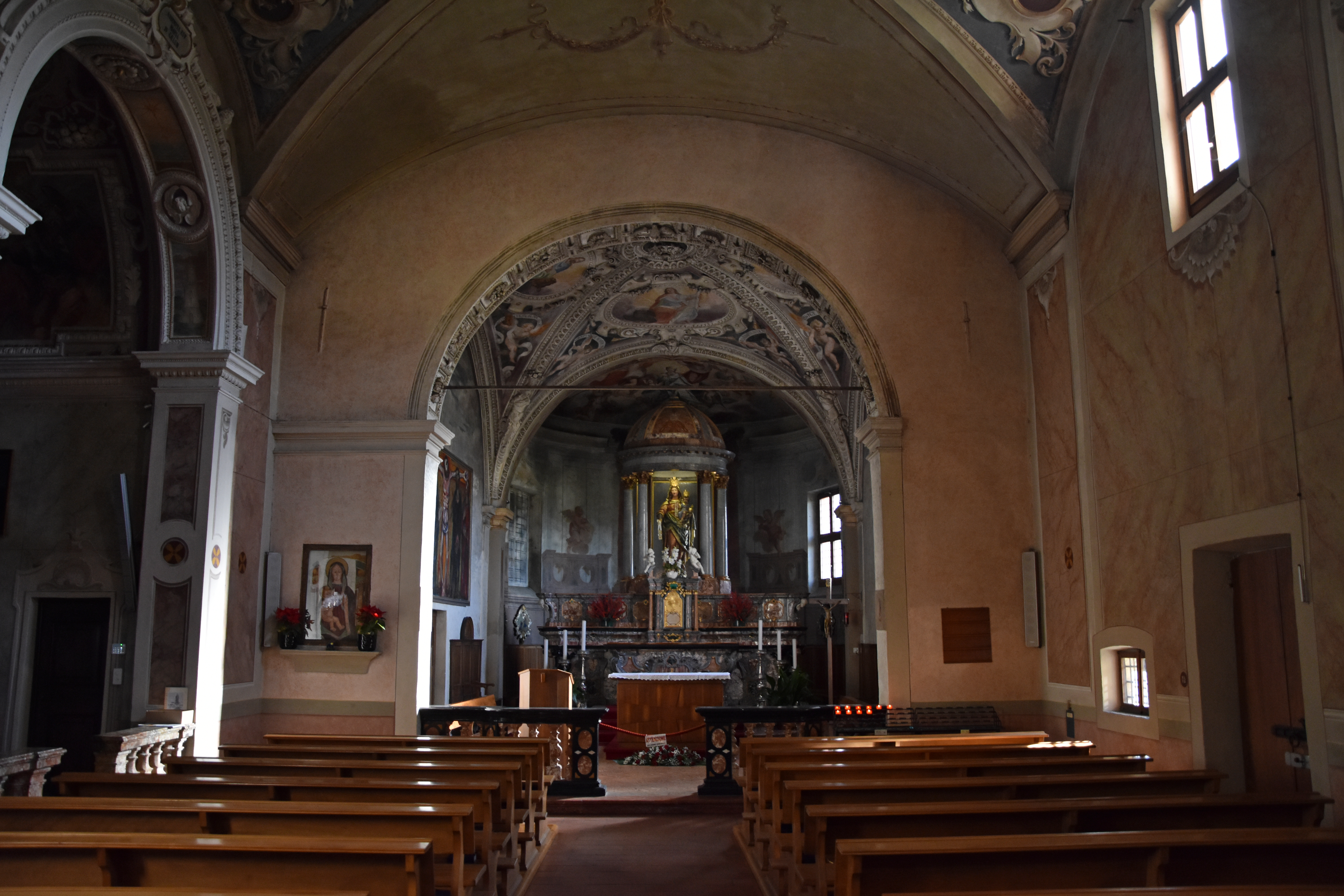
L'interno della chiesa.

L'edificio è dotato di una navata unica con volta a botte lunettata che culmina in un presbiterio quadrangolare preceduto da una balaustra in marmo realizzata nel 1704 da Agostino Rossi. Il portichetto nella parte sinistra della chiesa è neoclassico. Interessanti le decorazioni della volta: quella della navata ospita affreschi eclettici del 1899, mentre quella del presbiterio, divisa in quattro parti, custodisce alcuni stucchi seicenteschi cariatidi, opera forse di Domenico Fontana, e le figure degli Evangelisti affrescate nello stesso secolo. Quella del coro, infine, ospita un affresco di Francesco Silva che rappresenta l'Incoronazione della Vergine e le quadrature (1770) realizzate da Francesco Calvi. Ancora nel coro spiccano, nell'emiciclo, i medaglioni settecenteschi sui quali nel secolo successivo fu rappresentata, in sette quadri, la Storia della consegna dello scapolare a frate Simone Stock.
Il tabernacolo e il tempietto dell'altare furono realizzati da Gaetano Cantoni nel 1826. Qui si trovano una Madonna, scultura di Giulio Cesare Mangone risalente al 1618, e una tela di Florindo Soldini, sulla parete sinistra, che rappresenta la Crocifissione di Gesù. L'arco trionfale, invece, ospita un affresco quattrocentesco che raffigura la Madonna del Latte, nota anche come Madonna del pezöö ("della pezzuola").
Ricca di decorazione anche la cappella dell'Assunta: la volta ospita gli affreschi Dio Padre e Madonna del Carmelo con i confratelli e le Anime purganti (1641-1642), di Pier Francesco Mola, che nello stesso periodo realizzò anche San Rocco e San Sebastiano sugli stucchi realizzati fra il 1622 e 1624 da Francesco Silva e Cristoforo Reina ai fianchi dell'altare. La cappella, dotata di un piccolo coro che ospita i gonfaloni della Confraternita del Carmine, decorati con la Madonna dello scapolare e i confratelli realizzata nel 1834 da Alfonso Mola e le rappresentazioni tardo-ottocentesche di San Giorgio e San Vittore. Delle decorazioni fanno parte la pala con l'Assunta (1588), realizzata da Domenico Pozzi forse per l'altare maggiore, e un'ancona in marmo, opera di Antonio Monzini del 1773.

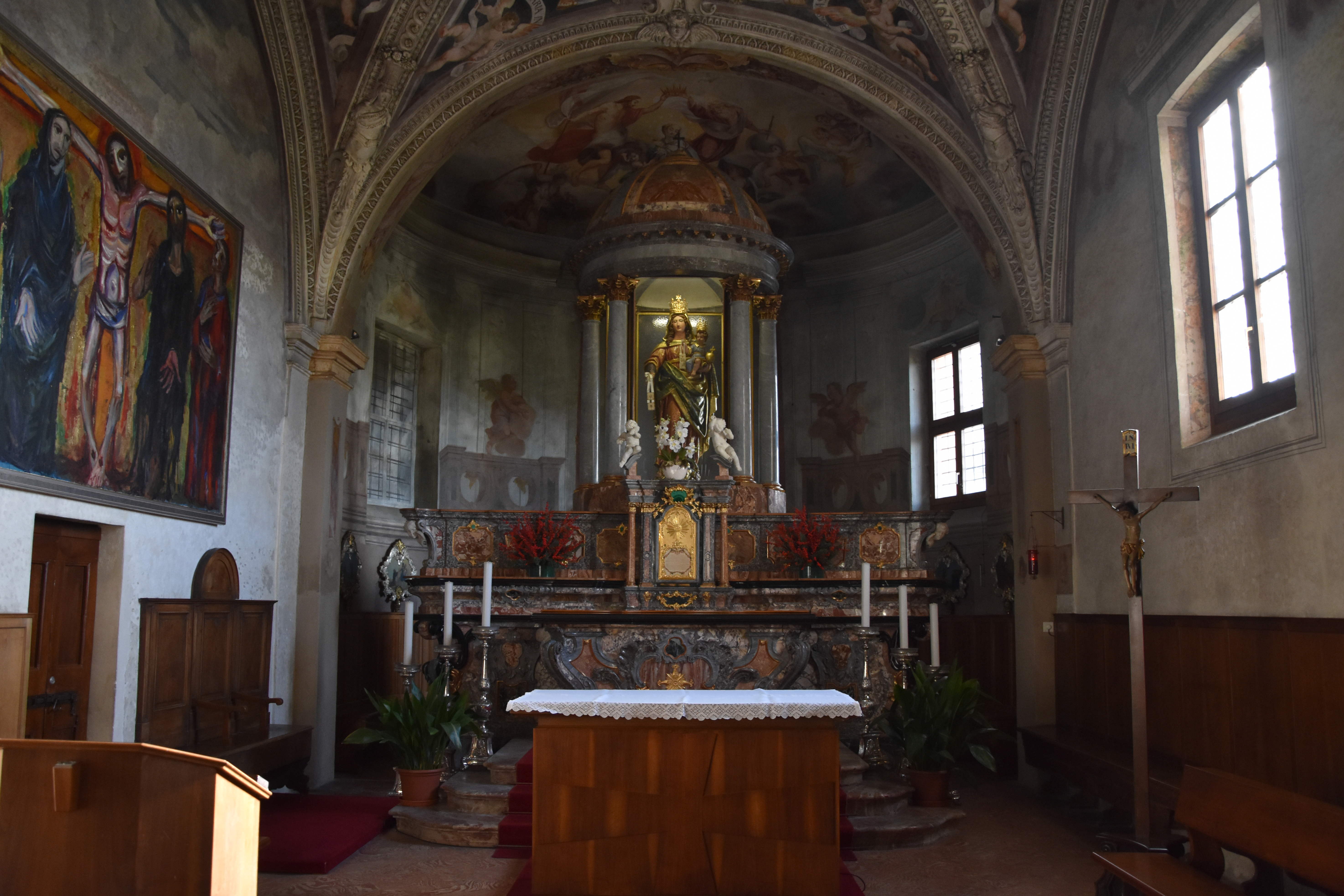
Il presbiterio
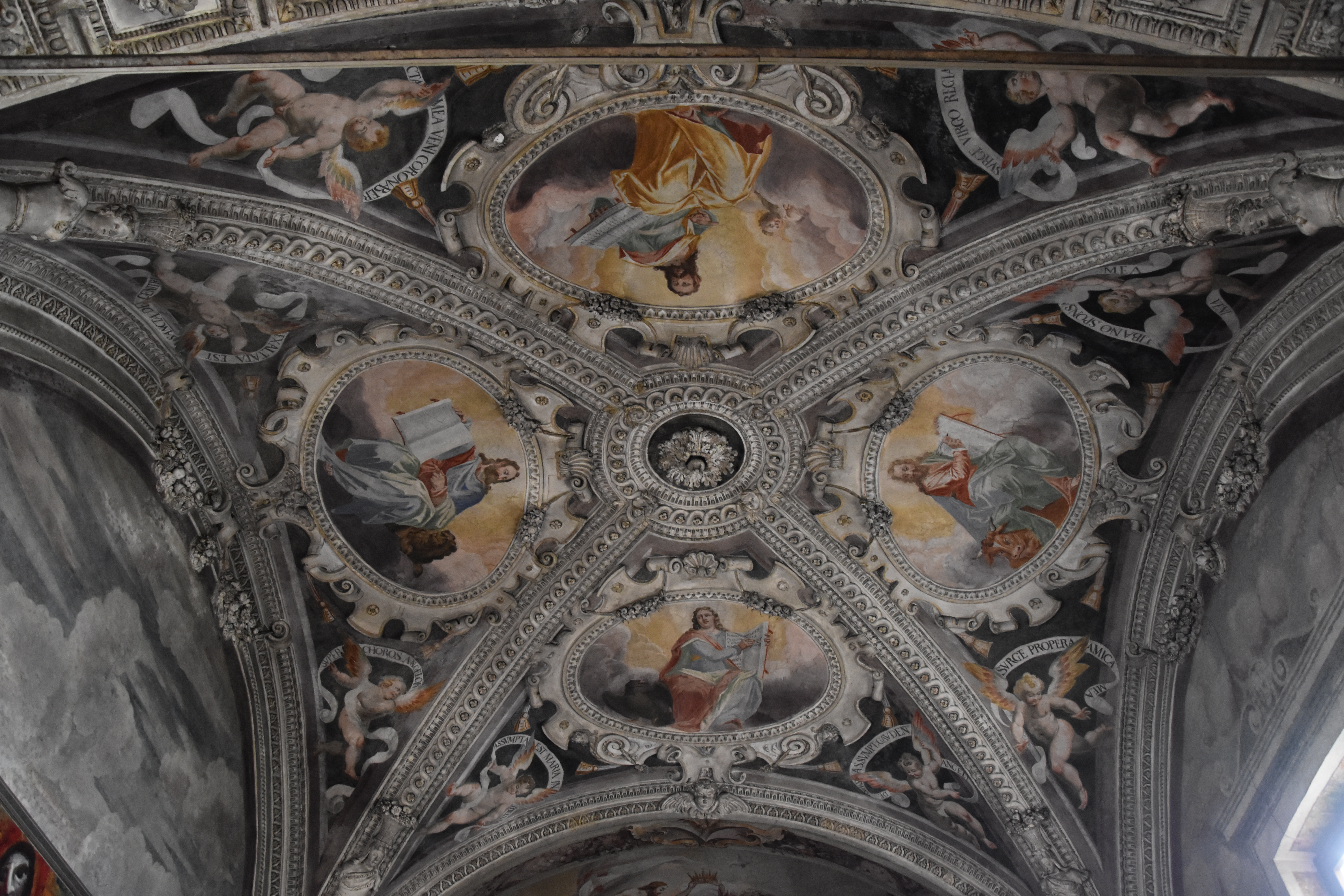
Gli affreschi del presbiterio
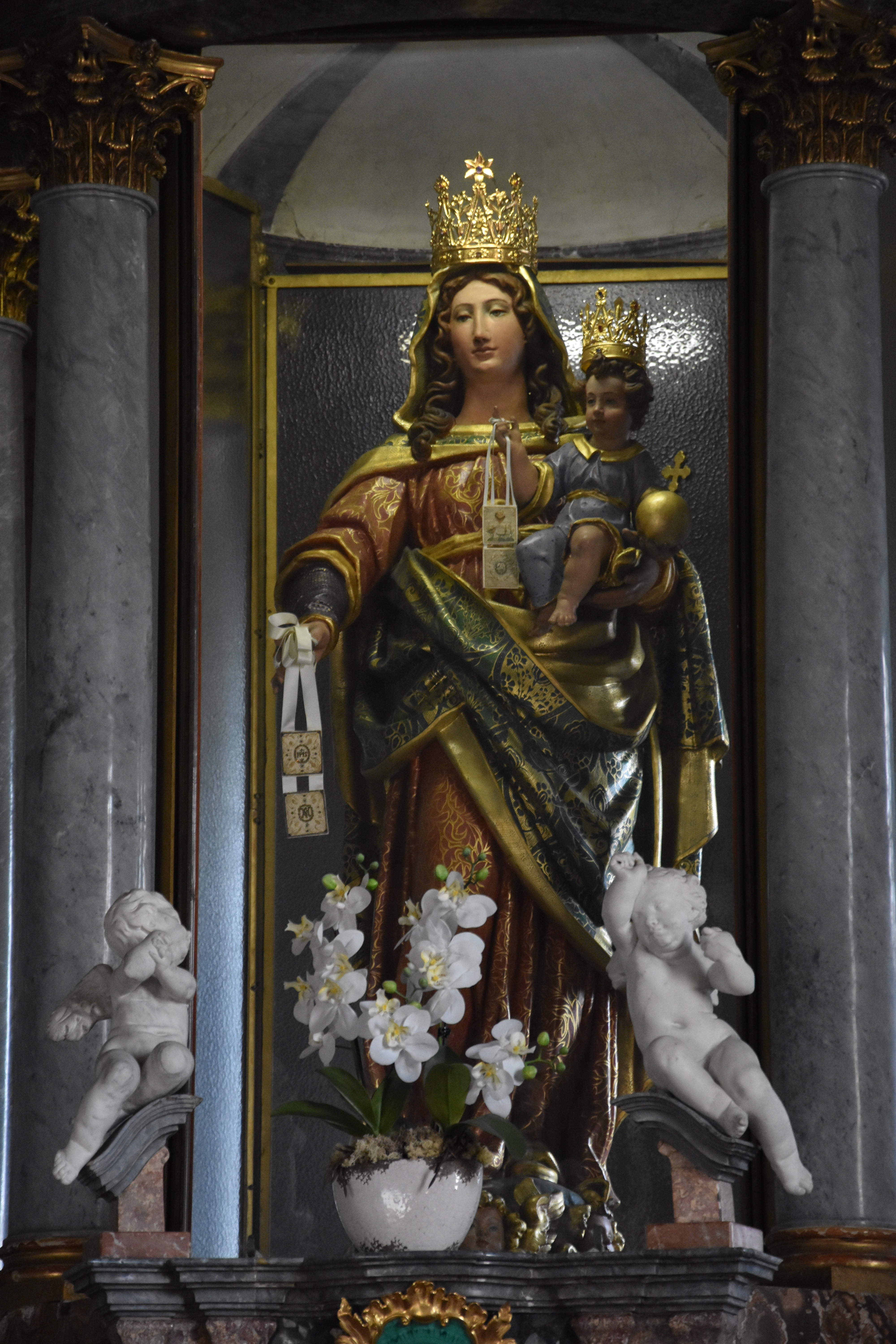
La statua di Giulio Cesare Mangone
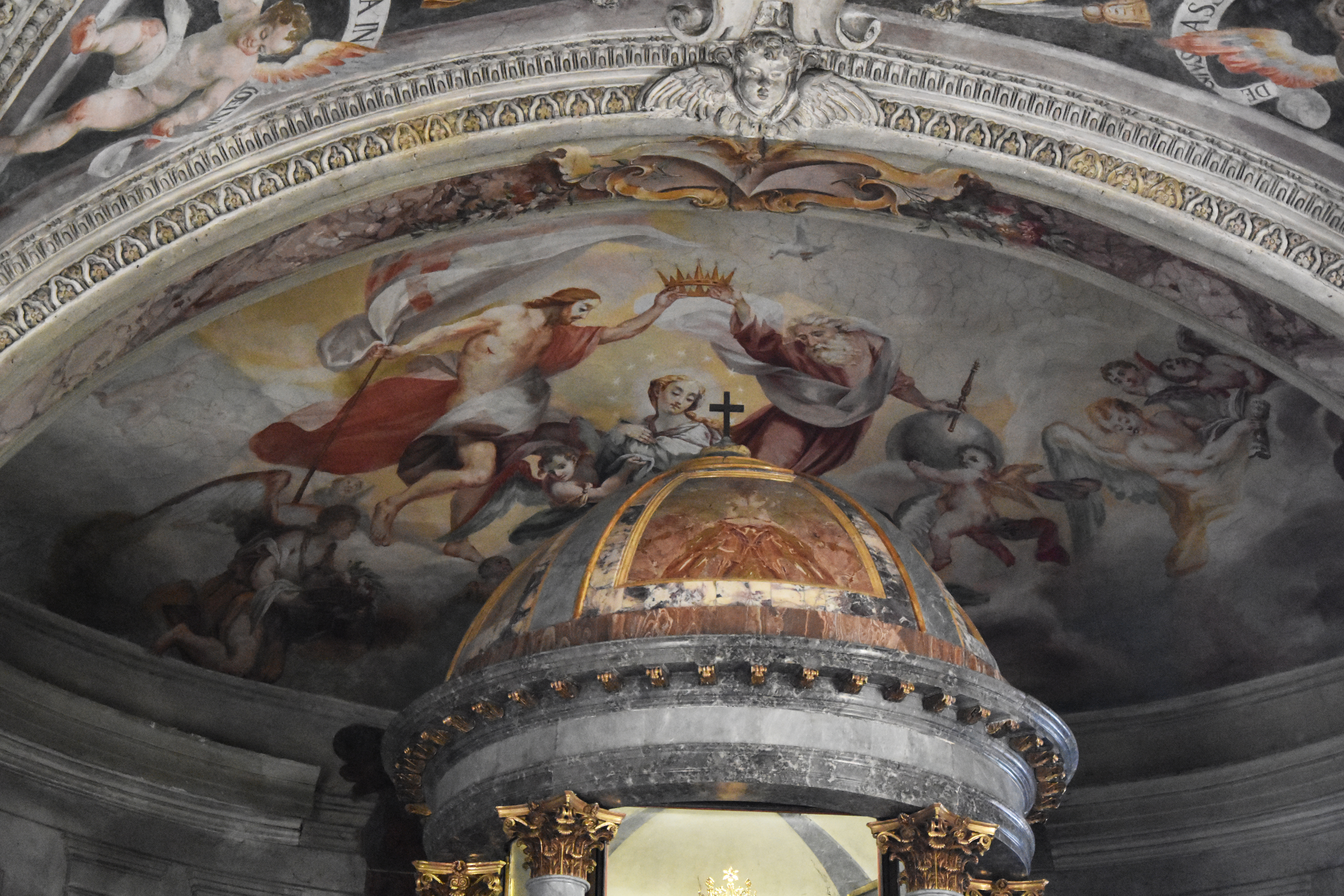
Incoronazione della Vergine
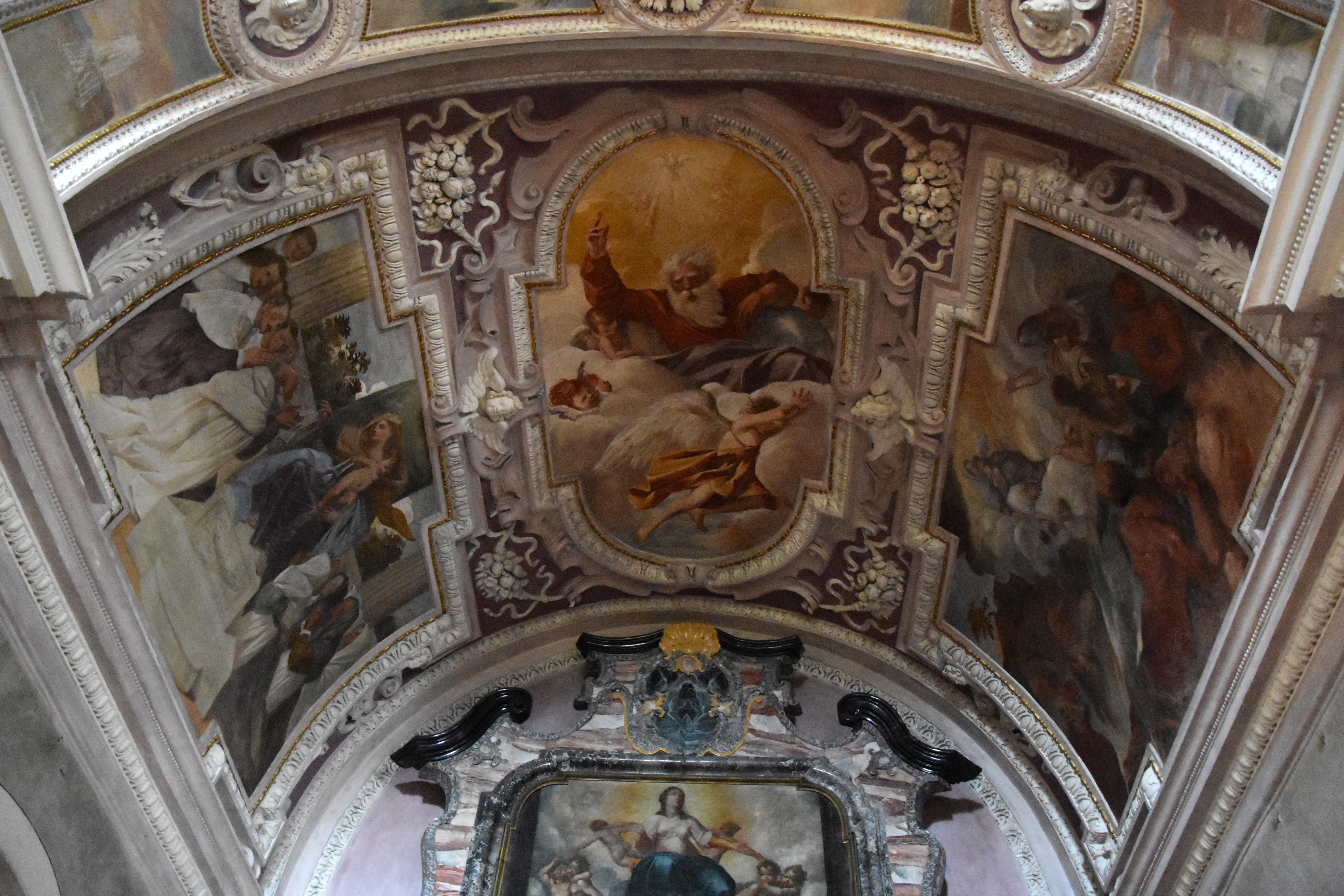
Gli affreschi di Pier Francesco Mola
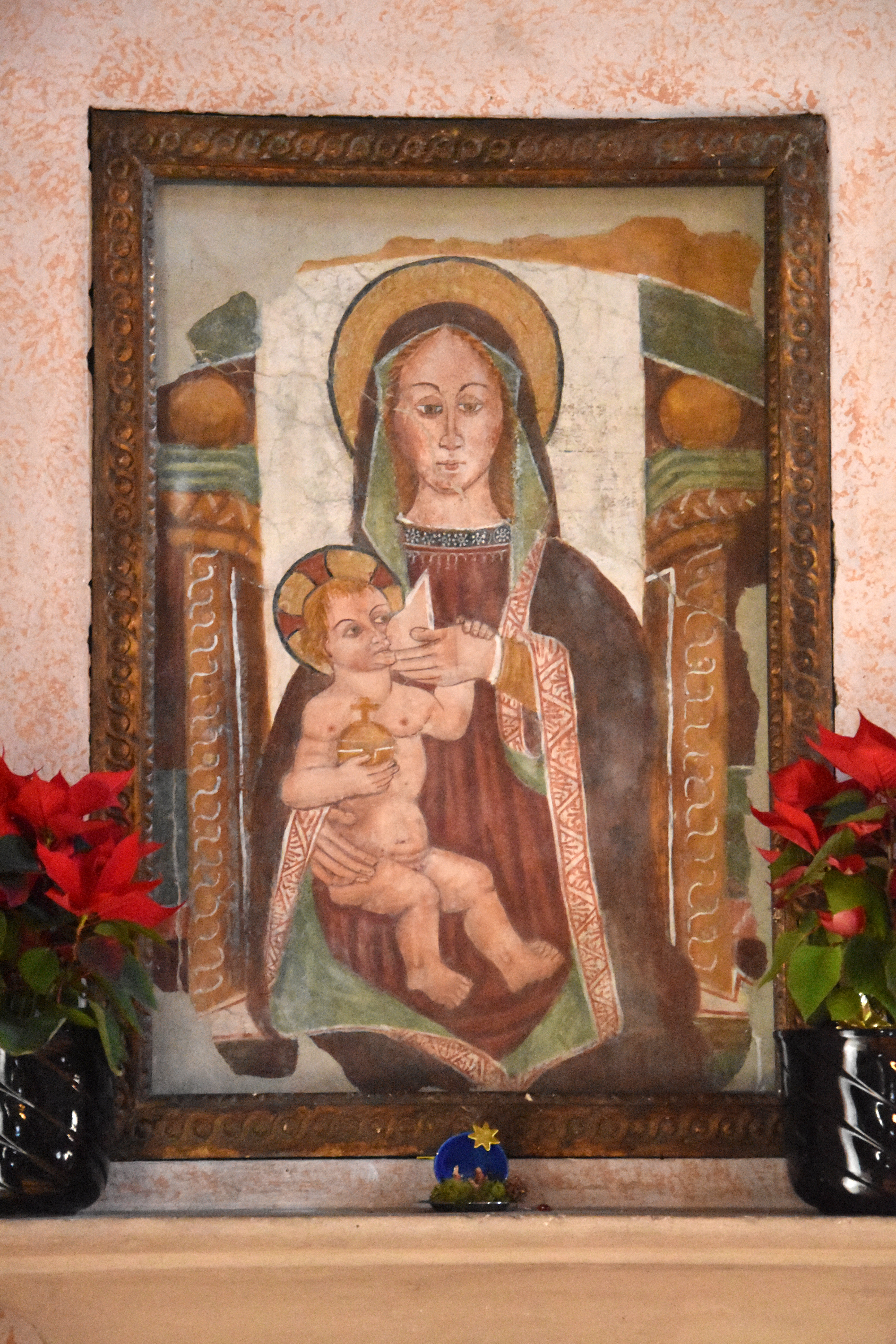
Madonna del pezöö
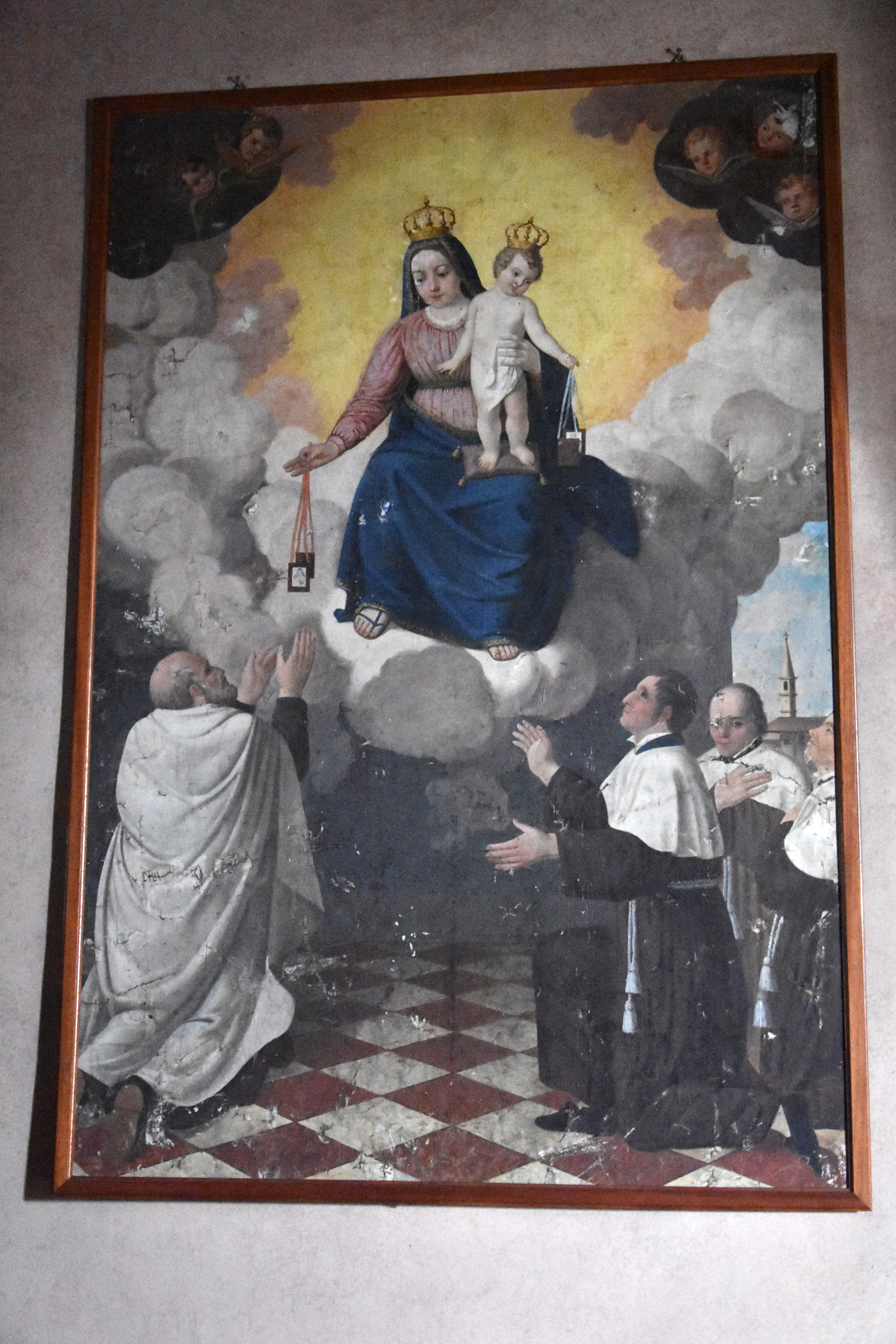
Madonna dello scapolare e i confratelli
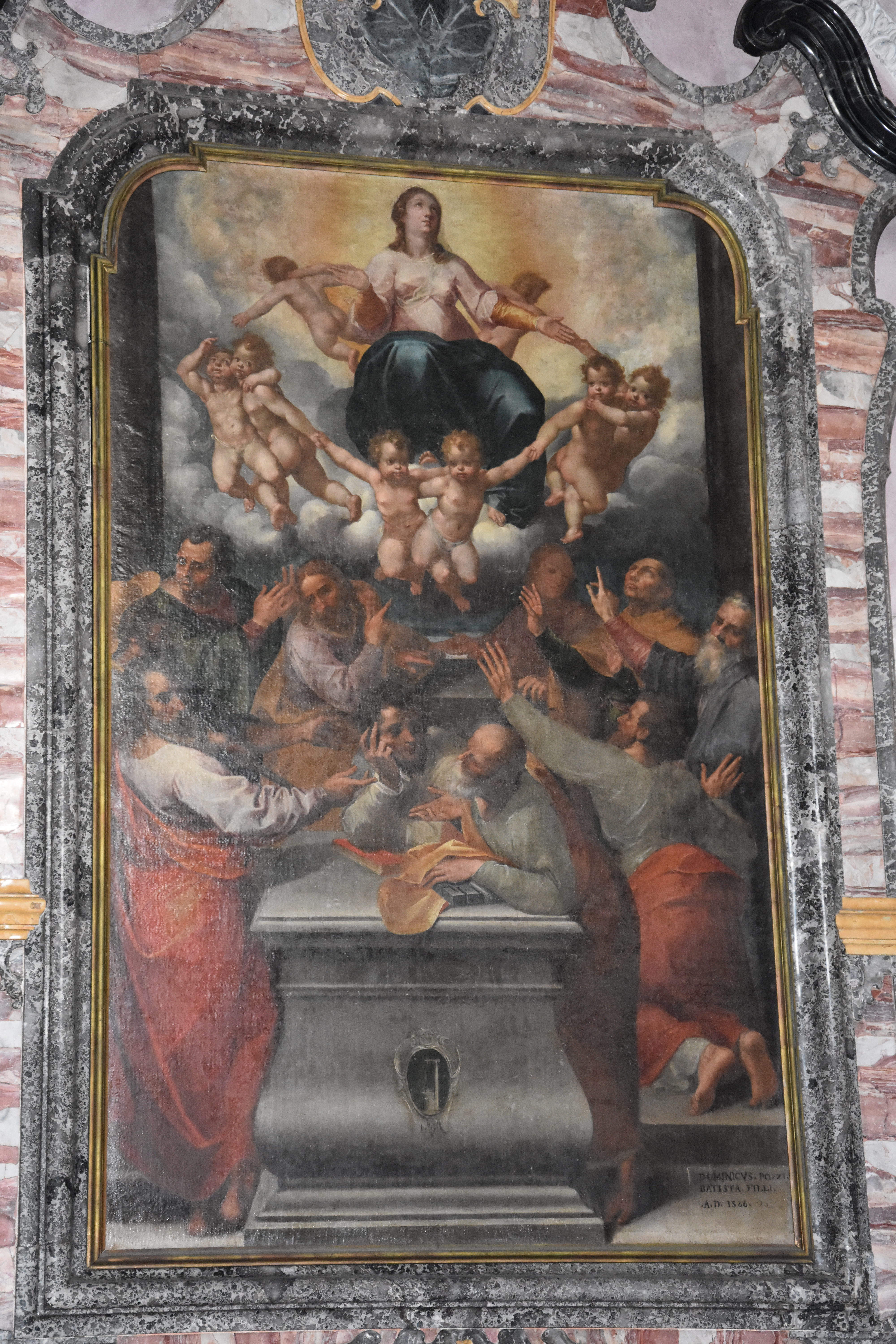
La pala dell'Assunta di Domenico Pozzi